# Vigilância (mãe de Justino II)
Vigilância (em latim: Vigilantia; n. 490) foi irmã do imperador Justiniano (r. 527–565) e mãe de seu sucessor Justino II (r. 565–578).

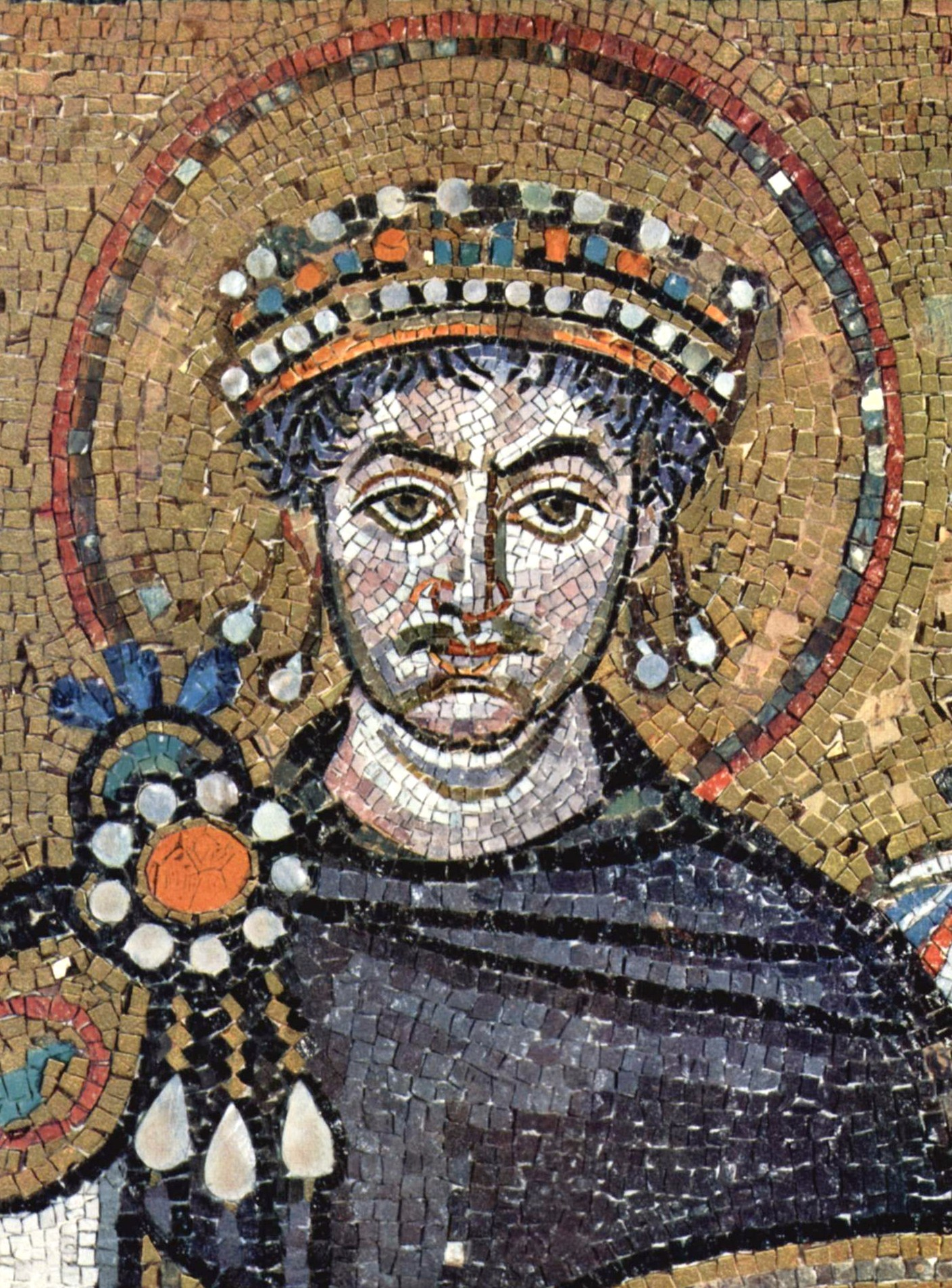
Justiniano em detalhe dum mosaico da Basílica de São Vital

## Família
Justiniano e Vigilância foram filhos de uma mulher irmã do imperador Justino I (r. 518–527), fundador da dinastia justiniana. A família era originária de Bederiana, próximo de Naísso (moderna Nis, Sérvia) na Dácia Mediterrânea. Procópio de Cesareia, Teodoro, o Leitor, Zacarias Retórico, Vitor de Tanura, Teófanes, o Confessor e Jorge Cedreno consideram Justino e sua família ilírios, embora Cedreno seja incerto. Evágrio Escolástico, João Malalas, a Crônica Pascoal, a Suda, João Zonaras e a Pátria consideram-nos traco-romanos. Enquanto Procópio registra uma origem camponesa, Zonaras é a única fonte que descreve Justino como um ex-pastor.
Justiniano supostamente nasceu em Taurésio, próximo de Escupos, onde aparentemente seus parentes haviam se assentado. Seu pais chamava-se Sabácio, enquanto o nome da mãe deles não é registrado. O nome "Bigleniza" foi atribuído à mãe de Justiniano e Vigilância por Niccolò Alamanni, citando como sua fonte uma "Vida de Justiniano" (em latim: Vita Iustiniani) confeccionada por Teófilo Abas, um suposto contemporâneo de Procópio. Apesar de repetidas pesquisas, esta fonte nunca foi localizada por outro estudioso. Alamanni foi considerado como uma fonte confiável por vários autores posteriores, incluindo Edward Gibbon, que em seu A História do Declínio e Queda do Império Romano cita o nome Bigleniza e outros detalhes derivados de Alamanni.
Uma vez que o nome parece ser de origem eslava, teorias póstumas sugerem origem eslava para Justiniano e sua família. Em 1883, James Bryce descobriu manuscrito da Vida de Justiniano no Palazzo Barberini. Datado do século XVII, continha os fatos citados por Alamanni, incluindo Bigleniza como nora de Teodora, e foi considerado "não presente de Deus mas presente do demônio." Bryce propôs que era a fonte de Alamanni. Sua autenticidade era duvidosa e Konstantin Josef Jireček considera-o obra de Ivã Tomko Marnavich, arquidiácono de Agrã (Zagrebe). Quaisquer outras fontes que usou, se alguma, são incertas. Marnavich foi um tradutor de textos medievais, particularmente hagiografias. Bigleniza é meramente uma transliteração de Vigilância para eslavo, seguindo a teoria de longa data que mãe e filha tinham o mesmo nome.
Enquanto a relação de Vigilância com Justiniano é mencionada por inúmeros historiadores, apenas Vitor de Tanura nomeia o marido dela, Dulcídio (ou Dulcíssimo). Com ele teve três crianças: Justino II (r. 565–578), que casou-se com Sofia; Marcelo; e Prejecta.  Aparentemente Dulcídio já havia falecido quando seu filho Justino assumiu o trono.

## Sucessão de Justiniano

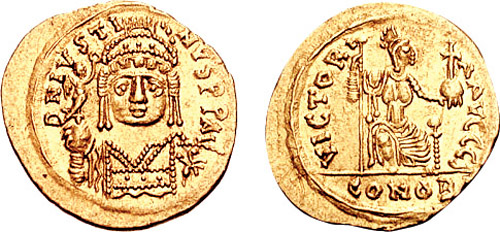
soldo de r.

Vigilância é uma das figuras de destaque na In laudem Justini minoris ("Em louvor do jovem Justino"), poema de Coripo, escrito na ocasião da ascensão de Justino II. É mais um elogio do que uma crônica real. Tanto Vigilância como sua nora Sofia são chamadas "divinas, deusas" (divae), e fontes da inspiração do poeta, o que remete à noção de Musas. Sendo Sofia sobrinha de Teodora, talvez a última tenha sido sua patrona e então pode ter encomendado o poema. A bizantinista Lynda Garland sugere que Sofia e Vigilância foram as fontes reais de Coripo para vários eventos, incluindo atividades "nos bastidores". Além disso, ao que parece, havia uma estátua dela no Porto de Sofia, em Constantinopla.